# Membranoppia sitnikovae
Membranoppia sitnikovae är en kvalsterart som beskrevs av Hammer 1968. Membranoppia sitnikovae ingår i släktet Membranoppia och familjen Oppiidae. Inga underarter finns listade i Catalogue of Life.